# Duets improvisations for Yardbird
Duet Improvisations for Yardbird è un album di musica jazz inciso dal sassofonista italiano Massimo Urbani e dal pianista statunitense Mike Melillo, pubblicato nel 1987.

## Disco
L'album è stato inizialmente inciso per la casa discografica Philology nel 1987 e successivamente ripreso da Musica Jazz che ne ha fatto un allegato (fuori commercio) al proprio numero di giugno 2013.
Come si evince dal titolo, il disco vuol essere un omaggio a Charlie Parker, ma curiosamente non contiene alcun brano composto dal celebre contraltista di Kansas City: piuttosto, riprende una serie di brani, per lo più standards, sui quali lo stesso Parker si era cimentato con propri arrangiamenti, versioni e, soprattutto, improvvisazioni. In tal senso va quindi vista quest'opera, che vede al sax contralto Massimo Urbani che aveva nella capacità improvvisativa la sua massima espressione artistica. Ciò non toglie che qui e là i due artisti non inseriscano alcune citazioni di brani di Parker, come quella di Scrapple from the Apple in Lover Man oppure di Hot House in What Is This Thing Called Love?.
Il disco quindi è rivolto soprattutto alla prassi interpretativa di Parker: è ”un compito arduo, che il pianista e il sassofonista assolvono con grande abilità; Melillo dando fondo al suo musicalissimo e competente pianismo, al gusto per l'approfondimento armonico e all'asciutta eleganza del disegno melodico; Urbani esprimendo al meglio il suo esuberante estro creativo, lo straordinario controllo tecnico dello strumento ed il toccante feeling del suo sound”.
Apparentemente l'unione tra Urbani e Mike Melillo può sembrare azzardata, per la diversità delle loro carriere musicali, oltre che per l'appartenenza a due diverse generazioni di jazzisti, ma non bisogna dimenticare che se da un lato Massimo Urbani si è ispirato sin dall'inizio alla naturalità espressiva di Parker, dall'altro Melillo aveva militato a lungo nel gruppo del sassofonista Phil Woods, considerato uno dei principali eredi musicali proprio di Charlie Parker. Anche la formazione in duo è assolutamente inusuale per il riferimento a Parker, ma ciò non nuoce alla riuscita dell'opera, senza peraltro ricorrere a forzature che a volte vengono apportate in questo tipo di ensemble. L'esecuzione di queste 10 ballads (cui si aggiungono 2 versioni alternative nella riedizione del 2013) è quindi sobria e meno avventurosa di altri casi di reinterpretazione di grandi classici.

## Brani
1. Everything Happens To Me - (Tom Adair, Matt Dennis) - 6:41
2. All the Things You Are - (Jerome Kern) - 6:07
3. What Is This Thing Called Love? - (Cole Porter) - 6:09
4. Fine And Dandy - (Kay Swift) - 3:47
5. Out Of Nowhere - (Johnny Green) - 5:15
6. Lover Man - (Roger ‘Ram’ Ramirez) - 5:01
7. I'll Remember April - (Gene DePaul) - 5:54
8. The Gypsy - (Billy Reid) - 6:58
9. Body And Soul - (Johnny Green) - 5:25
10. Everything Happens To Me (alternate take) - (Tom Adair, Matt Dennis) - 3:49
11. The Gypsy (alternate take) - (Billy Reid) - 7:16
12. What's New - (Bob Haggart) - 6:48

## Formazione
- Massimo Urbani – sassofono contralto
- Mike Melillo - pianoforte